# Bent Skovmand
Bent Skovmand (født 25. januar 1945 på Frederiksberg, død 6. februar 2007 i Kävlinge, Sverige) var adjungeret professor, ph. d. og direktør for Nordisk Genbank. Bent Skovmand kæmpede for bevarelse af frøsorter. Han boede meget udenfor Danmark, bl.a. i Mexico og Sverige.
Han var uddannet fra den Kongelige Veterinære Landbohøjskole i København, men ph. d. fra University of Minnesota. Hans specialeområder var hvedeforædling og plantegenetiske ressourcer. I sine sidste år arbejdede han på det såkaldte dommedagskammer, Svalbard Global Seed Vault, der skal fungere som opbevaringssted for alle frø fra Danmark, Norge, Sverige, Finland og Island, der er et samarbejde med en næsten alle lande i verden om gemme frø i frøbanken. Kammeret ligger dybt inde i et klippefjeld på Spitsbergen, Svalbard og kan på den måde modstå f.eks. atomkrig.
Han blev i 2003 ridder af Dannebrog.

## Ekstern henvisning
- Bent Skovmand, Seed Protector, Dies at 61 – New York Times

## Reference
1. ↑  "Bent Skovmand was 'a scientist's scientist'". Arkiveret fra originalen 2. februar 2014. Hentet 17. april 2008.